# Callochiton christamariae
Callochiton christamariae is een keverslakkensoort uit de familie van de Callochitonidae. De wetenschappelijke naam van de soort is voor het eerst geldig gepubliceerd in 2003 door Schwabe.